# Bjørke
Bjørke is een plaats in de Noorse gemeente Volda  in de provincie Møre og Romsdal. Tot 2020 hoorde het dorp tot de gemeente Ørsta. Het dorp ligt aan het einde van de Hjørundfjord. De dorpskerk dateert uit 1919.